# Kinematyka odwrotna

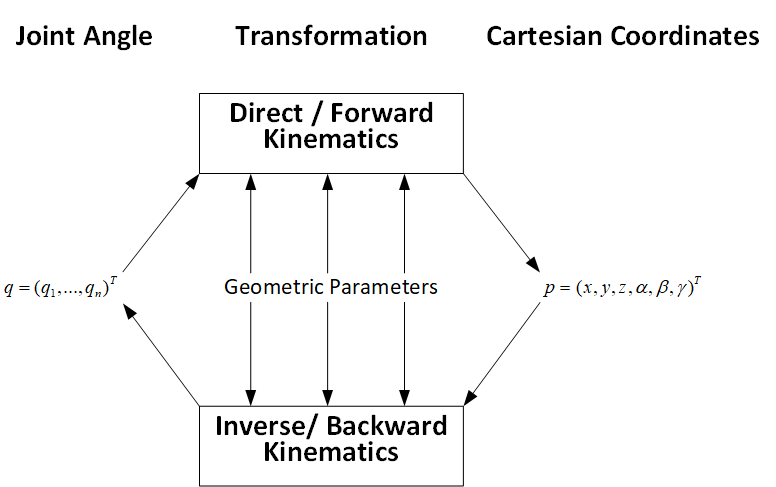
Kinematyka prosta vs odwrotna

Kinematyka odwrotna (ang. inverse kinematics, backward kinematics) – metoda animacji obiektów złożonych stosowana w trójwymiarowej grafice komputerowej.
Podobnie jak w przypadku kinematyki prostej (ang. direct kinematics lub forward kinematics), w kinematyce odwrotnej obiekty łączone są hierarchicznie. Ruchy obiektu podrzędnego są zawsze wykonywane względem obiektu nadrzędnego, a co za tym idzie, w przypadku ruchu obiektu nadrzędnego wszystkie obiekty podrzędny względem niego również wykonują ten sam ruch.
W odróżnieniu jednak od kinematyki prostej, gdzie dokładnie określa się ruchy poszczególnych obiektów, w kinematyce odwrotnej główną rolę gra fakt, że poza relacjami zależności nadrzędny-podrzędny, połączenia obiektów (przeguby) nałożone mają pewne ograniczenia lub więzy. Przykładowo w przypadku animacji ręki ustala się, że przedramię może ruszać się tylko do wewnątrz łokcia, a nie na zewnątrz, a dodatkowo tylko w określonej płaszczyźnie.
Ruchy całości takiego złożonego obiektu nie są w przypadku kinematyki odwrotnej określane bezpośrednio, lecz są wyliczane przez odpowiednie algorytmy. Modelujący określa jedynie owe ograniczenia, a następnie wskazuje cele, do których mają dążyć poszczególne obiekty w poszczególnych klatkach animacji. Komputer zaś minimalizuje lub maksymalizuje funkcję celu, by najdokładniej spełnić tak powstałe równania przy zachowaniu zadanych ograniczeń (zob. programowanie matematyczne).
Współcześnie, poza animacjami komputerowymi, metoda ta została zaadaptowana również do sterowania ruchami postaci w grach komputerowych oraz ramionami robotów przemysłowych.